# Louisiana and Arkansas Railway
 (janvier 2022).
Le Louisiana and Arkansas Railway (L&A)(sigle AAR: LA) était un chemin de fer américain de classe I qui opérait dans l'Arkansas, la Louisiane, et le Texas. Sa ligne principale s'étendait de Hope à Shreveport et La Nouvelle-Orléans. Des embranchements desservaient Vidalia, Louisiane et Dallas, Texas.

## Les deux compagnies d'origine
Le Louisiana Railway & Navigation (LR&N), commença à construire une ligne en 1896 au départ de La Nouvelle-Orléans, puis relia Shreveport en 1907.
Le Louisiana & Arkansas Railroad fut créé dans l'Arkansas en 1898, dans le but d'acquérir d'anciens chemins de fer forestiers localisés dans l'Arkansas et la Louisiane. Le L&A fut construit et exploité par William Buchanan, un prospère industriel de la filière du bois, qui avait d'importants investissements dans le sud-ouest de l'Arkansas et le nord-ouest de la Louisiane. La première compagnie de Buchanan fut la Bodcaw Lumber Company dont le quartier général était basé à Stamps, Arkansas, tout comme celui du L&A jusqu'à la fin des années 1920.
En 1902, le Louisiana & Arkansas Railroad fut réorganisé en Louisiana & Arkansas Railway.
En 1910, le L&A et l'Arkansas Southern Railroad furent impliqués dans une affaire concernant les taxes pratiquées par la Louisiane; le dossier fut finalement entendu par la Cour suprême des États-Unis.

## Un nouvel élan
Au cours des années 1920, un groupe d'investisseurs mené par Harvey C. Couch, possédant des compagnies de téléphone et d'électricité dans l'Arkansas et la Louisiane, commença à acheter des actions du L&A afin de se diversifier. Le 16 janvier 1928, Couch prit le contrôle du L&A ainsi que du  Louisiana Railway & Navigation; ce dernier reliait Mc Kinney au nord de Dallas, Texas depuis 1923, grâce au rachat d'une section du Katy.
La ligne principale du L&A, longue de 534 km, reliait Hope, Arkansas, Shreveport, Louisiane et La Nouvelle-Orléans. Un embranchement desservait Vidalia, Louisiane (ville située sur la rive opposée à Natchez, et un autre permettait d'atteindre Dallas, Texas.
Le L&A inaugura son premier train de voyageur, The Shreveporter, pour relier Shreveport et Hope, Arkansas le 30 décembre 1928. Ce train équipé de voitures-lits Pullman, proposait en coopération avec le Missouri Pacific Railroad,un service direct entre Shreveport et Saint-Louis, Missouri. Un second train, dénommé The Hustler, fut ajouté pour assurer un service de nuit entre Shreveport et La Nouvelle-Orléans, à partir de 2 juillet 1932.

## Le contrôle du KCS
Harvey Couch commença à racheter des actions du Kansas City Southern Railway (KCS) en 1937. Puis il prit le contrôle du KCS en 1939. Lors de la fusion des 2 compagnies, le nom de KCS fut retenu et le L&A devint la filiale; mais l'équipe dirigeante du nouvel ensemble était issue du L&A. Cette fusion permit de créer une ligne de marchandise entre Kansas City et La Nouvelle-Orléans. Et pour assurer le service voyageur entre ces 2 villes, il fut créé le 2 septembre 1940, le streamliner Southern Belle, tracté par une nouvelle locomotive diesel KCS-L&A.
En 1948, le Président des États-Unis, Harry S. Truman, écrivit une lettre à Ernest W. Roberts, dans laquelle il dénonçait les difficiles conditions de travail de certains travailleurs noirs employés par le Louisiana & Arkansas,.
Le plus grave accident ferroviaire de l'histoire du L&A se produisit le 10 août 1951 à Lettsworth, Louisiane, entre un train militaire venant du nord et le Southern Belle provenant du sud. Le conducteur du train militaire, ne voyant pas le signal lui ordonnant l'arrêt, s'engagea sur la voie et roulait à 64 km/h lorsqu'il heurta le Southern Belle lancé à sa vitesse maximale de 89 km/h. Le choc frontal  eut lieu dans une courbe et fit 13 morts et 82 blessés.
L'identité du L&A disparut progressivement au cours des années 1950 et 1960, au profit du KCS. En 1966, le rapport annuel aux actionnaires ne mentionnait plus le L&A.
Le Shreveporter, jadis fierté du L&A, fut discontinué le 24 janvier 1962, et le Southern Belle le 2 novembre 1969, ce qui mit un terme au service voyageur du Louisiana & Arkansas.
En 1992, le Kansas City Southern Railway se décida à dissoudre sa filiale Louisiana and Arkansas Railway. Son ancien réseau constitue toujours une part importante de celui du KCS.